# Guaraní bolivià occidental
El guaraní bolivià occidental o simba és una llengua tupí-guaraní parlada a Bolívia, a l'Argentina i al Paraguai.
La llengua es parla majoritàriament al departament bolivià de Chuquisaca, al nord del riu Pilcomayo. Aquesta varietat forma part d'un grup de llengües considerades diferents pel SIL: chiripá, guaraní bolivià oriental, mbyá guaraní, aché, kaiwà, xetà i guaraní paraguaià. D'aquestes, el guaraní del Paraguai és el més parlat i considerat estàndard.